# Saint-Maurice-la-Souterraine
Saint-Maurice-la-Souterraine ist eine Gemeinde in Frankreich. Sie gehört zur Region Nouvelle-Aquitaine, zum Département Creuse, zum Arrondissement Guéret und zum Kanton La Souterraine.

## Geografie und Infrastruktur
Saint-Maurice-la-Souterraine ist die westlichste Gemeinde des Départements Creuse. Die Route nationale 145 führt über Saint-Maurice-la-Souterraine. Im Gemeindegebiet entspringt die Brame. Die angrenzenden Gemeinden sind Arnac-la-Poste im Nordwesten, La Souterraine im Nordosten, Fursac mit Saint-Pierre-de-Fursac im Südosten, Fromental im Süden und Saint-Amand-Magnazeix. Zu Saint-Maurice-la-Souterraine gehört neben der Hauptsiedlung auch der Weiler La Croisière. Nebenan kreuzen sich die Route nationale 145 und die Autoroute A20, vereint mit der Europastraße 9.

## Bevölkerungsentwicklung
| Jahr      | 1962 | 1968 | 1975 | 1982 | 1990 | 1999 | 2008 | 2013 |
| --------- | ---- | ---- | ---- | ---- | ---- | ---- | ---- | ---- |
| Einwohner | 1309 | 1246 | 1117 | 1082 | 1089 | 1048 | 1201 | 1259 |

## Gemeindepartnerschaft
- Vimbodí i Poblet, Spanien